# Thyrocopa
Thyrocopa is een geslacht van vlinders van de familie sikkelmotten (Oecophoridae), uit de onderfamilie Xyloryctinae.

## Soorten
- T. abusa Walsingham, 1907
- T. acetosa Meyrick, 1915
- T. adumbrata Walsingham, 1907
- T. albonubila Walsingham, 1907
- T. alterna Walsingham, 1907
- T. argentea (Butler, 1881)
- T. brevipalpis Walsingham, 1907
- T. cinerella Walsingham, 1907
- T. criminosa Meyrick, 1915
- T. decipiens Walsingham, 1907
- T. depressariella Walsingham, 1907
- T. epicapna (Meyrick, 1883)
- T. fraudulentella Walsingham, 1907
- T. geminipuncta Walsingham, 1907
- T. gigas (Butler, 1881)
- T. immutata Walsingham, 1907
- T. indecora (Butler, 1881)
- T. inermis Walsingham, 1907
- T. ingeminata Meyrick, 1915

- T. leonina Walsingham, 1907
- T. librodes Meyrick, 1915
- T. mediomaculata Walsingham, 1907
- T. megas Walsingham, 1907
- T. minor Walsingham, 1907
- T. nubifer Walsingham, 1907
- T. pallida Walsingham, 1907
- T. peleana Swezey, 1932
- T. phycidiformis Walsingham, 1907
- T. pulverulenta Walsingham, 1907
- T. sapindiella Swezey, 1913
- T. seminatella Walsingham, 1907
- T. spilobathra Meyrick, 1915
- T. subahenea Walsingham, 1907
- T. sucosa Meyrick, 1915
- T. tessellatella Walsingham, 1907
- T. usitata (Butler, 1881)
- T. viduella Walsingham, 1907